# Dicranota serrulifera
Dicranota (Rhaphidolabis) serrulifera là một loài ruồi trong họ Pediciidae. Chúng phân bố ở vùng Indomalaya.